# Uracanthus dubius
Uracanthus dubius là một loài bọ cánh cứng trong họ Cerambycidae.